# ファイアーウーマン纏組
『ファイアーウーマン纏組』（ファイアーウーマンまといぐみ）は、1996年12月20日にNECホームエレクトロニクスと徳間書店より発売されたPC-FX用ゲームソフト。
1998年3月26日にはPlayStation版が発売された。元々は徳間書店のマルチメディア企画の一つであり、「アニメージュ」でのタイアップ記事連載やラジオドラマが放映された。ラジオドラマは後にドラマCDとして発売され、未収録3話のうち2話はPlayStation版に同梱されている。
1996年に「少年キャプテン」で同名のコミック連載が始まったが、同誌が直後に休刊したことから、単行本化されていない。作画は後藤久子（現 流星ひかる）が担当した。また、キャラクターデザインであるむっちりむうにいが描いた読み切りコミックが「アニメージュ」（1994年12月号）の付録として存在する。
なお、当初の仮題は「ファイアーウーマン」のみであった。「纏組」は正式タイトルになって付いた名称であり、この時点で仮題であった「ファイアーウーマン」は冠題へ変更されている。

## 概要
白鷺学園に転校してきた主人公が、1年間という期間のなかで学園生活を営みつつ、部活動や恋愛を経験する「RPG風恋愛格闘アドベンチャー」。物語はすべて学園内で進行し、学園外に舞台を移すことはない。
主な目的としては主要な女の子に告白することが挙げられるが、それにこだわることなく喧嘩に勝つことを目指しても良いし、野球やサッカーなどの部活動で活躍することを目指しても良く、プレイヤーの自由度はかなり高い。
プレイ時間は毎日帰宅だけを選択すると2時間以内であるが、細かくイベントをフォローすると30時間を越える。自由度の高さの現れである。

## ゲームシステム

### プロフィール
主人公のプロフィールには以下のものがある。
- 名字
- 名字のフリガナ
- 名前
- 名前のフリガナ
- 誕生日
- 血液型
- 学年
- 仇名
- 仇名のフリガナ

標準の名前などはなく、プレイヤーがすべて設定する。女の子によっては親しくなると仇名で呼んでくることもある。仇名を付けることができるというのは他の同種のゲームではあまりみられない特徴と言える。
学年はイベントに関与し、1年生だと遠足、2年生だと修学旅行のイベントが発生する。
フリガナの入力があるのはゲーム中に「や、山田くん」という台詞や意図的に平仮名などの演出の為である。

### 行動の仕方
恋愛シミュレーションによくあるように、1日を特定の単位に区切ってから行動をメニューで選択するのではなく、3頭身ほどの主人公キャラクタを操作して学園内を自由に動き回ることができる。他のキャラクタと会話して情報を得たり、部活動を行なうこともできる。また、イベントの多くも会話することによって発生する。なお、1日の始まりは自動的に放課後からはじまり、授業中や昼休みの行動はない。
1日は主人公が帰宅することによって終了する。帰宅するまではどれだけ多くのプレイ時間を掛けても、どれだけ多くの行動を取っても制限はなく、時間という概念はあまり感じられない。帰宅するには次のいずれかの方法をとる必要がある。
1. 学園外に出る
2. 主要な女の子を誘う（誘いを断わられることもある）
3. 保健室で表示されるメニューから「休養」または「帰宅」を選択する
4. 部活動をする（活動終了後に自動的に帰宅）

その他、戦闘に負けた場合に強制的に帰宅させられることもある。
学校生活は月曜日から土曜日までで、日曜日は行動することができないが、主人公が出かけた場所の映像が表示される。出かける場所は自動的に決定されるので、プレイヤーが選択することはできない。仲の良い女の子の絵が一緒に表示されることもあり、これはデートしたことを意味している。ただし、イベントとしてよりも女の子との親密さを把握するためのものと考えた方が良い。
セーブ・ロードは保健室に戻ればいつでも可能。

### 部活動
部活動には正式な入部手続きというものがなく、各部の責任者に対して練習を申し出れば 1日単位でその部の活動に参加できる。ただし、1日に参加できる部活動は 1つまでに制限されている。
白鷺学園には多くの部が存在しているが、次の3つに大別できる。
文化系
体力や体調（後述）をあまり消費しない特徴があり、逆に主人公の体力増強には役に立たない。部によってはコンテストや大会などで活躍することもできる。
体育会系
球技が中心となる部で、体力や体調の消耗はある程度激しい。主人公の体力増強は可能だが、格闘技の技を覚えることはできない。合宿などを通して技術を学び、試合で活躍することができる。
格闘系
格闘技や武道を中心とした部で、体力や体調の消耗は激しいが、体力増強には役立つ。練習を続けることで、技を覚えることができ、覚えた技は戦闘（後述）で用いることができる。

### パラメータ
キャラクタには体力と体調の 2つの変化するパラメータがある。
戦闘（喧嘩）によってダメージを負った場合には体力が減少し、0になると気絶したことになる。部活動を行うことでも体力はある程度減少するが、体育会系・格闘系の部活動を行うことで体力の最大値が増す。
体調は具体的な数値ではなくバーで表されており、部活動や戦闘を行なうことで消費され、ある程度減少すると「風邪」などのイベントが発生して強制的に休まされることになる。
女の子との仲の進展具合によってはお見舞いというイベントが追加で発生することもある。
体調や体力を意図的に回復させるには保健室で表示されるメニューから「休養」または「帰宅」を選択する。

### 戦闘
戦闘はターン制で行なわれ、制限時間内に次のターンで行なう行動をボタン入力で選択する。1ターンに行なえる行動は 4つまで。1つのターンが終了すると、敵味方共に一旦攻撃を止め、次のターンの行動選択が可能となる。相手の攻撃によっては、一時的に意識を喪失した状態になったり、弾き飛ばされたりして、自分の攻撃ができないこともある。相手の攻撃パターンを予測して効率的な順番で技を繰り出すには慣れが必要。
ボタン1つにつき1つの技を割り当てることができ、最大 6つのボタンに技を割り当てることができる。技とボタンの組み合わせは設定画面で任意に変更できる。部活動や特訓をして新しい技を会得することができるが、戦闘中に利用できるのは予め設定画面で割り当てていた6つの技に限られるので、会得した技の取捨選択が重要となってくる。
また、技の順番によっては相手に反撃の隙を与えずに連続で攻撃が可能な「コンボ」となる。
ゲーム開始直後に使える技は「パンチ」「キック」「防御」「待避」の4つのみ。

### GPS
Gal Positioning System の略で、女の子の場所を把握するための装置。学園内は非常に広いため、これで女の子の居場所を探してそこへ向かうことがイベント発生への早道となっている。トラブルが発生している場合にはその場所が強調して表示される。
GPSは保健室に戻ることによっていつでも利用できる。

## 登場人物
本作の攻略可能ヒロイン並びに男子生徒の声優は一部のキャストで、ラジオおよび徳間書店発行の月刊専門誌『月刊PC-Engine FAN』本誌およびその増刊『Develo MagagineVol.1』誌の付録CDを利用したファン投票オーディションを行い、その合格者が起用（発表は『月刊PC-Engine FAN』本誌および『Develo MagagineVol.2』誌にて）されたため、当初一部のキャラの配役が未定となっていた。なお、主要キャラである纏組メンバーその他、最初から固定キャストが決定しているキャラも存在している。また、このオーディションで選考に漏れた声優が、別のキャストで配役されているケースもある。

### 纏組
生徒の自主性を尊重する白鷺学園における自警団の役割を果たす組織。本部を保健室に置いている。
酒井涼子（さかい りょうこ）
声 - 林原めぐみ
誕生日：10月27日 / 身長：165cm / 3サイズ：80/58/82 / 好きなもの：ツーリング
3年B組・纏組のリーダーで、最強の一番纏。
桂木さやか（かつらぎ さやか）
声 - 三石琴乃
誕生日：12月5日 / 身長：160cm / 3サイズ：82/60/83 / 好きなもの：推理小説
2年B組・二番纏を務める。美山玲子とは犬猿の仲でいつも言い争いをしている。
瀬田ひろみ（せた ひろみ）
声 - 天野由梨
誕生日：2月19日 / 身長：157cm / 3サイズ：85/63/85 / 好きなもの：甘いもの
1年生・三番纏を務める。津島京介と親しくしている、体力よりも知力の人。
藤川わたる（ふじかわ わたる）
声 - 檜山修之
さやかの幼馴染みで、合気道部の部員。さやかのボディガード気取りだがさやかよりも弱い。
津島京介（つしま きょうすけ）
声 - 高木渉
技術的な面で纏組を補佐する2年生。GPSや新兵器「纏バズーカ」も彼が開発した。
青山愛子（あおやま あいこ）
声 - 神宮司弥生
白鷺学園の英語担当教師で、纏組の顧問。2年B組の担任。
典医無縫（てんい むほう）
声 - 西村知道
白鷺学園の校医。纏組には本部として保健室を提供している。スケベだが憎めない。

### スカッシュガールズ
纏組の活動を支援するバトン部所属のチアガール。荒木美加と並んでキスシーンのある数少ない存在。
レモン
声 - 小西寛子
1年B組 / 8月7日生まれ
オレンジ
声 - 手塚ちはる
1年B組 / 4月18日生まれ
メロン
声 - 松下美由紀
1年B組 / 3月16日生まれ

### 主要な女の子
攻略可能なヒロインを紹介する。全て公開オーディションで配役が決定された。
美山玲子（みやま れいこ）
声 - 宮川香月
誕生日：1月30日 / 身長：163cm / 3サイズ：86/60/86
2年生の美術部員。風紀委員も務めていて、校則にうるさい。纏組は学園の風紀を乱す組織と考え反目し、自由を重んじる学風にも疑いの目を向けて、さやかやひろみとは余り仲は良くなく、特にさやかは天敵。しかし何故か主人公には興味を持っている。
荒木美加（あらき みか）
声 - 山田美穂
誕生日：11月11日 / 身長：165cm / 3サイズ：87/61/87
3年A組で元生徒会長。弓道部に所属している。見てくれは大人びた魅力を持つが、気性は荒い。過去にある因縁があり、そのため涼子と敵対している。
岡田花奈（おかだ かな）
声 - 宮村優子
誕生日：7月23日 / 身長：155cm / 3サイズ：80/60/81
オカルト研究会会長。2年B組。活動内容とは裏腹に明るい性格の持ち主で、実は幽霊に出遭った事が無い（学園の夜間の事件でも纏組に同行して正体を探ろうとしたものの結局別のものであったという逸話が『月刊PC-Engine FAN』誌に連載された外伝小説で語られている）。
新藤まどか（しんどう まどか）
声 - 半場友恵
誕生日：7月4日 / 身長：157cm / 3サイズ：83/65/84
菜園部の唯一の部員。花や野菜の栽培に加え、それを利用した料理までが活動範囲となっている。ひろみと同じ1年A組に籍を置いている。菜園か南校舎1階の部室に居ることが多い。
佐倉美幸（さくら みゆき）
声 - 笹本優子
誕生日：1月16日 / 身長：161cm / 3サイズ：83/60/84
1年A組・テニス部。自称・『テニス部の期待の星』。すっぽ抜けたラケットは正確に相手に命中する。主人公にこの技が伝授される機会があり、喧嘩バトルでこれを利用すると有利になる場合がある。
柊由宇（ひいらぎ ゆう）
声 - 高木礼子
誕生日：9月26日 / 身長：160cm / 3サイズ：86/60/85
3年A組の生徒で、実はプロの作家をしている。サイクリングも好きな大人しめの女の子。
水矢摩子（みずや まこ）
声 - 倉田雅世
誕生日：6月10日 / 身長：150cm / 3サイズ：75/53/75
1年B組の女の子。帰宅部所属で、格好良い男の子に目がないミーハー。上に広がる様に結んでいるツインテールが特徴。見てくれのロリ風から父性本能を刺激されるらしく、男子には非常にモテていて、それが元でトラブルもしばしば。
此花穂乃果（このはな ほのか）
声 - 橘ひかり
誕生日：9月7日 / 身長：162cm / 3サイズ：80/58/80
2年A組で、おやつクラブ部長を務める。菓子作りだけでなく家事全般が好き。頑張り屋なのだが内向的で人に陰の努力を知られるのを嫌う。寧ろ知られたがらない。

### その他の登場人物
石原ふさ（いしはら ふさ）
声 - 鈴木れい子
白鷺学園の園長。桂木さやかの祖母で、合気道の達人でもある。
紅慎輝郎（くれない しんきろう）
声 - 山口史人
白鷺学園3年生。大金持ちの御曹司。何かと学園内の女子にアプローチを掛けるが手下の不良の力も笠に着た横暴な物であるため、纏組には目を付けられている危険人物。
住吉丈児（すみよし じょうじ）
声 - 石塚堅
新聞部所属の情報通で白鷺学園2年生。通称G.I. (Gal Information) ジョー。
式岐宗久（しき むねひさ）
声 - 鈴村健一
謎の転校生で2年生。中国拳法の使い手。風紀委員に所属し、纏組と対立する。荒木美加とも親しい模様。
多摩田広司（たまだ こうじ）
声 - 保志総一朗
天文部所属の1年生。何故か涼子には「たま」と呼ばれている。
バレヱ団
纏組を除くと最強の格闘系団体。

## テーマソング
「LET'S GET LOVE」
歌 - 天野由梨 / 作詞 - 朝倉京子 / 作曲 - KIM / 編曲 - Jimmynah kei

## スタッフ
- エグゼクティブプロデューサー - 松田咲實、菊川幸夫
- オリジナルストーリー - 霧野耕平
- 音楽 - 槌田靖織、SHIRON
- キャラクターデザイン - むっちりむうにい
- 音響監督 - 松浦典良
- サウンドエフェクト - スワラプロダクション
- レコーディングプロデューサー - 神井裕行
- レコーディングエンジニア - 丸山光義
- レコーディングプロダクション - 現
- レコーディングスタジオ - GEN
- キャスティング - アーツビジョン
- プロデュース - 日本ナレーション演技研究所
- 開発 - HuneX
- 発売元 - 徳間書店

## 詳細攻略について
攻略本は発売されていない。
アニメフリークFXVol.5に攻略内容が掲載されており、発生するイベントやアイテム効果などの確認が可能である。PlayStation版でもこの攻略内容は使用可能であるが、追加イベントに伴う日程変更など細部の違いに注意が必要。

## プレイステーション版
PC-FX版発売時、徳間書店のライバル雑誌であった「電撃PlayStation」誌で絶賛されPlayStationユーザーにも知られる事になった事から移植される事となった。ゲーム雑誌のレビュー評価は高かったが『ファイナルファンタジー』の発売日時期と重なり販売本数は伸びていない。
FX版ではゲーム内容は絶賛されたものの、アニメーションの出来が不評であり作り直しが行なわれた。だが画質が落ちており賛否両論だった。
FX版と比べ、画面切り替え時のロード、セーブ＆ロード時間が長くなっている。
音質全般のレートが非常に低いものになっている、画像に関してはRGB接続をしても滲んでいるなど不満点が残る作りだった。
喧嘩バトルの技名が一部変更され、各技のパラメーターも変更された。
ドラマCD2枚が同梱されている。
イベントが追加

## ドラマCD
ゲーム本編の配役と一部に相違がある。
- 「ファイアーウーマン纏組」
  - 第一章 身体検査がしたいの巻
  - 第二章 更衣室の怪の巻
  - 第三章 さやかの探偵物語の巻
  - 第四章 令嬢が失踪の巻
  - 第五章 追跡の巻
  - 第六章 対決の巻
  - 第七章 おまけだよーんの巻
- 「謎の転校生の巻」
  - 第1章 転校生ユリア
  - 第2章 荒された保健室
  - 第3章 生徒会長の陰謀
  - 第4章 纏組解散
  - 第5章 挑戦状
  - 第6章 対決の時
- 「パラレル白鷺学園の巻」
  - 第1章 さやかと涼子が飛んでったの巻
  - 第2章 こっちの水にな〜じんだの巻
  - 第3章 スーパー・スケバンさやか&涼子の巻
  - 第4章 スカッシュ救出騒動の巻
  - 第5章 和解の巻
  - 第6章 平和への帰還の巻

### キャスト
- 桂木さやか - 三石琴乃
- 酒井涼子 - 林原めぐみ
- 瀬田ひろみ - 天野由梨
- 藤川わたる - 檜山修之
- 津島京介 - 高木渉
- 桂木みき - 根谷美智子
- 中原勇 - 平田康之
- 酒井剛 - 長嶝高士
- 石原ふさ - 鈴木れい子
- 青山愛子 - 神宮司弥生
- 典医無縫 - 西村知道
- 瀬田銀蔵 - 徳丸完
- 宮原時男 - 吉川虎範
- 運転手 - 沢木郁也
- オレンジ - 手塚ちはる
- レモン - 小西寛子
- メロン - 南央美
- 学生 - 千葉一伸
- 学生 - 保志総一朗
- 藤川わたる（幼少時代） - 吉田古奈美
- 津島京介（幼少時代） - 田野恵
- 紫藤ユリア - 吉田古奈美
- 天羽響一 - 千葉一伸
- 犬童直行 - 二又一成
- 焼き芋屋 - 沢木郁也
- 川村あかね - 荒木香恵
- 男子生徒A - 石塚堅
- 男子生徒B - 笹沼晃
- 男子生徒C - 鈴村健一
- 女子生徒A - 水沢潤
- 女子生徒B - 半場友恵